# QSL

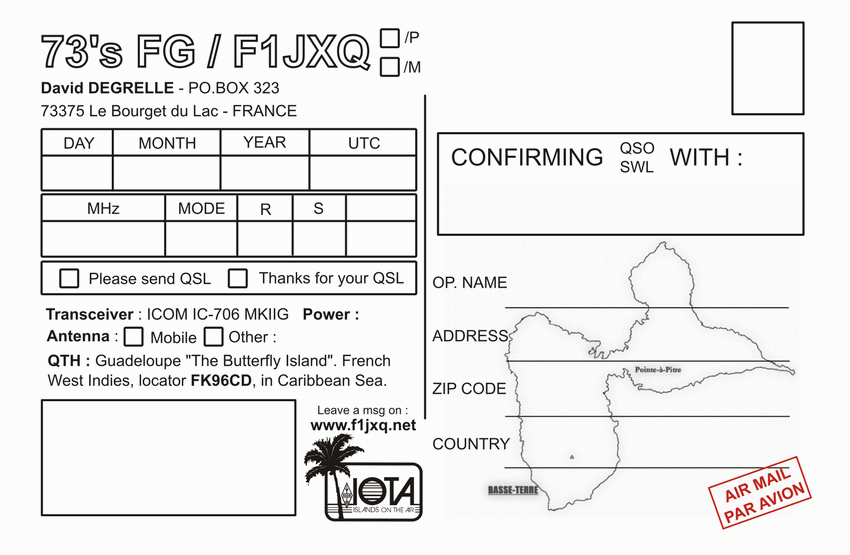
QSL-kort från Guadeloupe.

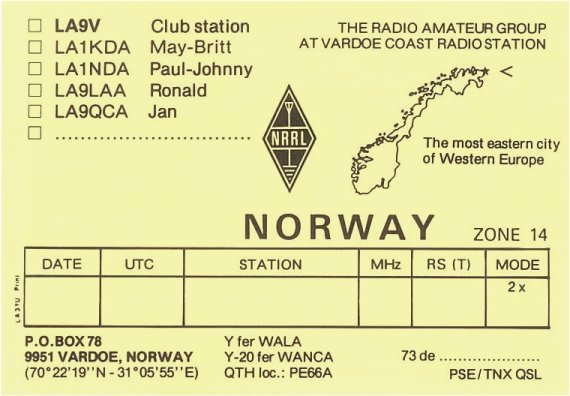
QSL-kort från Vardø.

QSL? är en Q-förkortning som betyder "Kan du ge mig kvittens?" och det motsvarande QSL "Jag kvitterar".
QSL-kort är skrivna kort, som skickas till radioamatörer och DX-are för att kvittera att ett QSO (en radioförbindelse) har genomförts, alternativt att en radioutsändning har avlyssnats.
QSL användes fram till 90-talet även av Polismyndigheten och SOS Alarm som kvittens på mottaget larmutrop. 
Distribution av QSL-kort ingår som medlemstjänst av de nationella radioamatörförbunden. I Sverige organiseras distributionen av Sveriges Sändareamatörer (SSA).